# Paul Jones
Paul Steven Jones (Chirk, 18 de abril de 1967) é um ex-futebolista do País de Gales que jogava como goleiro. Em sua carreira, atuou em nove equipes, com destaque para Southampton e Kidderminster Harriers.

## Carreira
Após jogar no Bridgnorth Town, Jones estreou profissionalmente em 1986, no Kidderminster Harriers. Suas atuações chamaram atenção do Wolverhampton Wanderers, que pagou 60 mil libras para contratar o goleiro em 1991. Em 5 temporadas com os "Lobos", foram apenas 33 jogos.
Em 1996, assinou com o Stockport County, atuando em 47 jogos. Voltou a se destacar representando o Southampton, clube onde jogou 193 partidas entre 1997 e 2004. Neste ano, foi emprestado ao Liverpool, que precisava de um goleiro para suprir as ausências de Jerzy Dudek e Chris Kirkland, jogando 2 partidas. Jones tornou-se o jogador mais velho a estrear pelos "Reds" desde a Segunda Guerra Mundial.
Voltou ao Wolverhampton ainda em 2004, realizando 26 jogos. Foi novamente emprestado, agora ao Watford, desta vez em nove partidas. Em 2005, atuou em 3 jogos pelo Millwall, também por empréstimo.
Em fevereiro de 2006, assinou com o Queens Park Rangers, realizando 26 partidas pelos Hoopers. Sem contrato, Jones deixou o Q.P.R. em maio de 2007 e assinou com o Bognor Regis Town, jogando 2 partidas antes de encerrar a carreira em 2008, aos 40 anos.

## Seleção Galesa
A estreia de Jones pela Seleção Galesa foi contra a Escócia, em maio de 1997, substituindo Andy Marriott.
Em 9 anos de carreira internacional, o goleiro disputou 50 jogos pelos "Dragões". Deixou a seleção em outubro de 2006, mas a despedida não foi como ele queria: Gales foi goleado pela Eslováquia por 5 a 1 - pior resultado negativo em casa desde 1908.